# موسس هاکوبیان
موسس هراندی هاکوبیان (ارمنی: Մովսես Հրանտի Հակոբյան؛ زادهٔ ۴ فوریهٔ ۱۹۶۵) یک سیاست‌مدار و فرد نظامی اهل ارمنستان است. وی همچنین برندهٔ جوایزی همچون قهرمان آرتساخ شده است.